# ヘザー・メンジース
ヘザー・メンジース・ユーリック（Heather Menzies-Urich, 1949年12月3日 - 2017年12月24日）は、カナダ・オンタリオ州トロント出身の女優、元子役。主に『サウンド・オブ・ミュージック』のルイーザ役や『ピラニア』のマギー役で知られる。

## 来歴
1949年の12月3日にカナダのオンタリオ州トロントで生まれ、11歳の時にアメリカへ移住する。
ハリウッドの高等学校を卒業後、Falcon Studio's大学に通う。
女優としては、15歳の時にオーディションで『サウンド・オブ・ミュージック』のルイーザ・フォン・トラップ役を勝ち取り映画デビューを飾る。この作品でマリアを演じたジュリー・アンドリュースとはジョージ・ロイ・ヒル監督作品『ハワイ』でも共演している。
1960年代は純情なイメージの役柄を演じることが多かったが、1970年代に入ってからはセクシー路線で売り出し、1973年には雑誌『PLAYBOY』でヌードを披露している。また1978年にはパニックホラー映画『ピラニア』でヒロインのマギーを演じた。
TVでは1976年に『2300年未来への旅』として映画化もされたウィリアム・F・ノーランの原作を基にしたSFドラマ『未知への逃亡者/ローガンズ・ラン』でジェシカを演じている。
私生活では1969年に結婚するも離婚。その後、俳優のロバート・ユーリックと1975年に再婚し、彼との間の儲けた2人の子供と2002年に養子に迎えた女の子がいる。結婚生活は2002年にユーリックが滑膜肉腫で死去するまで27年間続いた。
彼女自身も卵巣癌を患っていたが克服しており、ユーリックと共にミシガン州立大学総合がんセンターの肉腫研究のためにユーリック基金を設立していた。
2017年12月24日、脳腫瘍のためオンタリオ州内で逝去。68歳没。

## フィルモグラフィー

### 映画
| 製作年 | 邦題 原題                                                     | 役名                       | 備考             |
| ------ | ------------------------------------------------------------- | -------------------------- | ---------------- |
| 1965   | サウンド・オブ・ミュージック The Sound of Music               | ルイーザ・フォン・トラップ | 映画デビュー作   |
| 1966   | ハワイ Hawaii                                                 | マーシー・ブロンリー       |                  |
| 1968   | 水色のビキニのマドモアゼル How Sweet It Is!                   | ツアー・ガール             | 日本劇場未公開   |
| 1969   | マイケル・ダグラス/ヒーロー Hail, Hero!                       | モリー・アダムス           | 日本劇場未公開   |
| 1969   | テニス靴をはいたコンピューター The Computer Wore Tennis Shoes |                            | ノー・クレジット |
| 1973   | 怪奇!吸血人間スネーク Sssssss                                 | クリスティーナ・ストーナー |                  |
| 1976   | 反逆のヒーロー/ジェームズ・ディーン James Dean                | ジャン                     | テレビ映画       |
| 1978   | ピラニア Piranha                                              | マギー・マッキューン       |                  |
| 1979   | 爆走ライダー!超人キャプテン・アメリカ Captain America         | Dr.ウェンディ・デイ        | テレビ映画       |
| 1982   | 真夜中の極秘実験 Endangered Species                           | スーザン                   | 日本劇場未公開   |

### TV
| 放映年    | 邦題 原題                                   | 役名                                                       | 備考                                              |
| --------- | ------------------------------------------- | ---------------------------------------------------------- | ------------------------------------------------- |
| 1964      | パパ大好き My Three Sons                    | モナ                                                       | シーズン4 第33話 "The Ballad of Lissa Stratmeyer" |
| 1964-1965 | すてきなケティ The Farmer's Daughter        | ナンシー・ベス                                             | 3エピソード                                       |
| 1967-1969 | ロス市警犯罪ファイル ドラグネット Dragnet   | 様々な役                                                   | 5エピソード                                       |
| 1969      | 黒人教師ディックス Room 222                 | 新聞社の女                                                 | シーズン1 第3話 "Funny Boy"                       |
| 1969      | ドクター・ウェルビー Marcus Welby, M.D.     | マージー・マクガーニー                                     | シーズン1 第12話 "The Chemistry of Hope"          |
| 1969      | ハイ・シャパラル The High Chaparral         | ベス・ロバーツ                                             | シーズン3 第13話 "The Little Thieves"             |
| 1970      | パパと三人娘 To Rome with Love              | アンドレア                                                 | シーズン1 第18話 "Beautiful People"               |
| 1970      | ボナンザ Bonanza                            | マーサ・ソーントン                                         | シーズン12 第8話 "Thornton's Account"             |
| 1971      | The Smith Family                            | ジャニー・ブラッドフォード                                 | シーズン1 第1話 "Cindy"                           |
| 1971      | 西部二人組 Alias Smith and Jones            | アナベル                                                   | シーズン1 第5話 "貨物列車の女"                    |
| 1975      | 特別狙撃隊S.W.A.T. S.W.A.T.                 | シェリ                                                     | シーズン2 第5話 "Time Bomb"                       |
| 1976      | 名探偵ジョーンズ Barnaby Jones              | メリンダ・マークス                                         | シーズン5 第10話 "Fraternity of Thieves"          |
| 1977      | 600万ドルの男 The Six Million Dollar Man    | アリソン・ハーカー                                         | シーズン4 第16話 "Fires of Hell"                  |
| 1977-1978 | 未知への逃亡者/ローガンズ・ラン Logan's Run | ジェシカ                                                   | 14エピソード                                      |
| 1978-1979 | ラブ・ボート The Love Boat                  | シビル・ハートマン                                         | 2エピソード                                       |
| 1979-1981 | ベガス Vega$                                | ヴィクトリア・バリンジャー/シャーロット・ヘンダーソン/リサ | 3エピソード                                       |
| 1984      | パトカーアダム30 T. J. Hooker               | Dr.キンケイド                                              | シーズン4 第8話 "A Kind of Rage"                  |
| 1987      | 私立探偵スペンサー Spenser: For Hire        | ウェストモア                                               | シーズン2 第19話 "The Road Back"                  |